# العودة إلى المستقبل 2
العودة إلى المستقبل 2 (بالإنجليزية: Back to the Future Part II)‏، هي فيلم أمريكي من نوع خيال علمي أنتجت من قبل شركة يونفرسل انتركتايف ستوديوس سنة 1989م، وتعد الجزء الثاني من سلسلة العودة إلى الستقبل.

## وصلات خارجية
- الموقع الرسمي
- العودة إلى المستقبل 2 على موقع IMDb (الإنجليزية)
- العودة إلى المستقبل 2 على موقع ميتاكريتيك (الإنجليزية)
- العودة إلى المستقبل 2 على موقع روتن توميتوز (الإنجليزية)
- العودة إلى المستقبل 2 على موقع نتفليكس (الإنجليزية)
- العودة إلى المستقبل 2 على موقع قاعدة بيانات الأفلام العربية
- العودة إلى المستقبل 2 على موقع ألو سيني (الفرنسية)
- العودة إلى المستقبل 2 على موقع Turner Classic Movies (الإنجليزية)
- العودة إلى المستقبل 2 على موقع أول موفي (الإنجليزية)
- العودة إلى المستقبل 2 على موقع بوكس أوفيس موجو (الإنجليزية)
- العودة إلى المستقبل 2 على موقع فيلمافينيتي (الإسبانية)